# 冒險！伊庫薩3
《冒險！伊庫薩3》是1990年9月25日發售的OVA，全6話，為《戰鬥吧！！伊庫薩1》的續集。總共有OVA版和卡式錄音帶小說版2種，但因為兩種的設定有差異，因此以OVA版的設定為主。OVA版在臺灣曾由首華卡通頻道以《三號護衛星》為名播出未授權版。

## 故事大綱
在伊薩庫1和地球人加納渚的活躍下，雖然成功擊敗邪惡勢力大哥爾特，在這之後卻有新哥爾特得到全新的邪惡之力而再度以地球為目標。於是伊庫薩1的妹妹伊薩庫3和加納渚的孫女霞渚一起組成搭檔，準備面對新的邪惡勢力。

## 本作特徴
本作是「戰鬥吧！！伊庫薩1」結束後，以卡式錄音帶小說版的「冒險！！伊庫薩3」的設定、故事為主而加以重製的作品。
雖然是以前作「戰鬥吧！！伊庫薩1」的數十年後的世界為舞台的續集，但和多描寫驚悚血腥的前作不一樣的是，本作品純粹是個動作作品。前作多次對特攝片作品的戲仿、致敬的特色，在本作則幾乎看不見，這是因為工作人員大部分被更換所致。和在錄影帶普及化的OVA黎明期中所作的前作不一樣的是，本作是因為在1990年代初期的OVA興盛期中所作，讓它的觀眾群有所不同。總導演平野俊弘也表明，要挑戰和前作不一樣的風格。
本作主角是由當時很有人氣的日本女子摔角選手甜心鈴木配音，可說是相當嶄新的嘗試。

## 登場人物
伊庫薩3（イクサー3）【首華版譯為「依莎三號」】（声優：甜心鈴木）
本作品主角。换算成地球人年龄的話，是10歳左右的少女。
是克蘇魯的首領‧伊庫薩1的妹妹，戰鬥力也可和姐姐匹敵、但要完全發揮能力就須和地球人搭檔、與過去姐姐的搭檔‧加納渚的孫女‧霞渚合作、駕駛分身伊庫薩機器人戰鬥。
在肉搏戰中，雙手持光劍以二刀流來戰鬥、還有注入全身的能量來攻擊的必殺技「伊庫薩炸彈」。
性格魯莽衝動、好奇心強而喜歡生物、無論是食人昆蟲或動物都能加以親近。最初把戰鬥當作「遊戲」、和透過和新組織的數次戰鬥而漸漸成長。
雖然戰力高強、但因為經驗不足及不成熟、經常不聽渚的勸告而對新組織的幻影進行無意義的攻擊、結果也有犯下讓渚被打倒、使得作為力量的伊庫賽利翁能源被奪走的錯誤。
霞 渚（声優：白鳥由里）
加納渚的孫女，伊庫薩3的搭檔。14歲的地球人少女。
和好友‧可愛一起在防衛軍月面基地速食餐聽打工時、受到新組織的攻撃、而被伊庫薩3所救、以後和伊庫薩3一起合作來戰鬥。和伊庫薩3用心靈感應來交流、戰鬥中也會確實地給予她建議、是個溫柔且堅強的人、無論在戰鬥時或日常時都負責照顧調皮的伊庫薩3。
和祖母‧渚不同、毫不懷疑為何自己要投入戰鬥、當伊庫薩3登場時也很快就接受。另外不曉得祖母與伊庫薩1一起戰鬥的事情、但她的身上留有祖母的記憶、不過時常會夢到那時的場景。
在繼承本作世界觀的續集《戰少女》小說版中擔任主角。
阿特蘿絲（アトロス）（声優：高山南）
由新組織強奪伊庫賽利翁創造出來的戰士。外表很像伊庫薩3。
表現出自己是「為了戰鬥而出生的戰鬥機器」，和伊庫薩3不斷進行熾烈的戰鬥。
能力和伊庫薩3能力一樣，也能使用伊庫薩炸彈。還能將光劍合體在一起成為一把槍，並從遠方加以投射出去。
由於由新組織將她從伊庫賽利翁製造出來、加上她把渚當作母親一樣仰幕、使她在戰鬥中夾在雙方之間感到困擾。
最終知道被新組織所騙，憤而加入伊庫薩3。在進攻新組織的基地時，為了打破防護罩而出擊到前線、結果雖然成功完成目標，但身受重傷而死。
靜 可愛（声優：天野由梨）
渚的好友，和她一起在月面基地打工。由於新組織的攻擊而和渚一起搭乘富士女王號。
精神相當脆弱。在廢墟中看見被食人昆蟲吃剩下的人類屍體，還因此陷入巨大打擊。
在旅行中仍會對於留在地球上的父母相當擔心。
露 野人（声優：西村智博）
在月面基地的軍火商中打工的中国系少年、年齢15歳。
嘴巴很毒、在知道新組織的侵略地球和伊庫薩的戰鬥有關後、也會對伊庫薩3加以指責。
喜歡渚，但在續集「戰ー少女伊庫賽利翁」（小說版）中變成和可愛交往。由於伊庫薩機器人的任性戰鬥，而使渚被打倒時，他一個人也因此把自己關在房間裡。
在各人各自負責武器的富士女王號中，負責主砲，另外也有救過陷入困境的伊庫薩3。
廣播劇CD中，說自己出身大阪、擅長料理而足以和阿特蘿絲匹敵（老家似乎是有名的中華料理餐廳）。
羅普・溫和（ロブ・温和）（声優：江原正士）
富士女王號的組員、年齢24歳。
登場人物中、雖然體型巨大但卻很沒力、個性也和名字一樣相當溫和。
在富士女王號中主要擔任操控和戰況分析、也是裡面的參謀。
對伊庫薩3的戰力相當驚呀，還發出「如果更加油的話、我們也能達到這種力量…」的感想。
和艦長甜心是情侶、不過看來似乎沒什麼進展。
廣播劇CD版中，從他將富士女王任意改造等點來看，有著瘋狂科學家的一面、還會對甜心堂堂正正地說出令人害羞的台詞，使他和動畫版的性格很大的不一樣。
甜心・帕茲（キャンディ・バーツ）（声優：篠原惠美）
富士女王號的女艦長、年齢25歳。
有著冷靜的判斷力和優秀的執行力。
駕駛地球軍中唯一殘留的戰力‧戰艦富士女王號向新組織迎戰。
與羅普從月面時代就是情侶、但因為沒什麼進展，讓她在續集「戰ー少女伊庫賽利翁」（小說版）中表現得相當焦慮。
伊庫薩1（イクサー1）【首華版譯為「依莎一號」】（声優：山本百合子）
過去打倒大哥爾頓的戰士和流浪民族克蘇魯族的族長。
由於以消滅大哥爾頓的殘留勢力為使命、而一直追擊新組織、但自己也受到巨大的傷害。
在知道新組織要侵略地球後、派出妹妹伊庫薩3前往地球。
最終決戰中降臨地球、和過去的宿敵伊庫薩2相遇而與新組織進行最後的決戰。
外型比前作更為長高且成熟。年齢換算成人類，則在20歲前後。
伊庫薩2（イクサー2）【首華版譯為「依莎二號」】（声優：戶田惠子）
過去伊庫薩1的宿敵。在前作被伊庫薩1打敗後，為了讓她打倒伊庫薩3、而被新組織復活。
雖然被新組織復活，卻不對他們效忠、而是執著於要和伊庫薩1戰鬥。
因為和伊庫薩1的再戰，而讓她和過去道別、向進行邪惡計畫的新組織宣戰，並且在最終決戰中幫助伊庫薩3。
葛雷修女（シスターグレイ）（声優：島本須美）
伊庫薩1的好友、也是伊庫薩3的親人。
對於降臨到地球的伊庫薩3一邊關心著一邊也在保護著她。
新哥爾頓（ネオスゴールド）（声優：高畑淳子）
隨著大哥爾頓的消滅而成長的機械生命体。繼承母親‧巨型哥爾頓的意志而自命為『全能的支配者』。
在外太空中和伊庫薩1戰鬥，結果兩敗俱傷、為了引誘伊庫薩1過來，於是決定下個戰場在地球並且指揮手下新組織四天王向地球侵略、
操控地球上全部的電腦網路、瞬間讓地球陷入毀滅狀態並且造成五分之二的人口死亡。
個性殘忍無情、會對失禮的部下處以死刑、另外從奪取伊庫賽利翁能源創造出和伊庫薩3一樣的阿特蘿絲、是伊庫薩1的宿敵、讓伊庫薩2復活等點來看，也有長於智略的地方。
最終決戰中露出巨大的正體、並且把殘餘的地球人的生命當作人肉盾牌而使伊庫薩3陷於苦戰、但最後被集結的伊庫薩們所擊敗。
法伊帕（ファイバー）（声優：土井美加）
新組織四天王之一、操控擁有尖爪的「人偶」向月面基地攻撃。
不但會操控「人偶」、自己也能生出分身來攻擊、但被伊庫薩3所打敗。
被初見面的伊庫薩3叫作「老婆婆」，而有著喜歡冒犯別人的一面。
英賽庫托（インセクト）（声優：高島雅羅）
新組織四天王之一，能操控食人昆蟲、自稱四天王最強。
能操控無數的昆蟲、還因此毀滅了六個星球。
是個擁有堅硬外殼的甲蟲人、殼硬到能將伊庫薩3的光劍反彈回去。最大的王牌「變成巨蟲」而可以變成公里的巨大昆蟲、最後則被伊庫薩機器人擊敗。
是四天王中唯一被伊庫薩3一擊刺死的人。
皮庫羅（ビグロ）（声優：彌永和子）
新組織四天王之一，有著不像野獸般的柔軟肉體、和搭檔的機械獸伊歐塔的合體攻擊使伊庫薩3陷入苦戰
非常愛護自己的機械獸伊歐塔、當伊歐塔在她眼前被打死時、讓她忘了戰鬥而一直在它身邊。
看到這樣的伊庫薩3停止了和她的戰鬥，並且她也被受到新組織命令的阿特蘿絲處死。
哥雷姆（ゴーレム）（声優：吉田理保子）
新組織四天王的首領，裡面最強的戰士。
是全身都是兵器的機氣人、戰鬥時能使出各種兵器攻擊而擁有驚人的火力。另外還能變身為稱作「哥雷姆噴射機」高速飛行形態。
因為是最強戰士而有著高度的自尊心、所以對突然出現的阿特蘿絲及伊庫薩2會感到不高興。
在讓伊庫薩3陷入苦戰時，由於渚和野人的援護、還有阿特蘿絲的亂入而暫時撤退、並且把自己改造後再度登場、還對富士女王號進行毀滅性的攻擊。由於打算獨占功勞、打算將伊庫薩2和伊庫薩3一起殺死，而被生氣的伊庫薩2一刀兩斷而死。
設定中除了噴射機形態外，還有能變成稱作「哥雷姆火箭筒」的砲塔形態的設定圖、不過本作中並未使用。

## 工作人員
- 總導演、原作、角色設定：平野俊弘
- 演出：福島宏之、井手安軌
- 製作：三浦亨
- 企画：鈴木敏充
- 劇本：有井繪武、中村学
- 音樂：工藤崇
- 分鏡：菊池通隆、林宏樹
- 作画監督：西井正典、本橋秀之、佐藤千春

## 主題曲
- OP（作詞：甲斐健児 作曲・編曲：工藤崇 歌：吉野麻衣子）
- 第1話ED「New Season」（作詞・歌：早瀬七美 作曲・編曲：太田美知彦）
- 第2話ED「Runaway Heart」（作詞・歌：早瀬七美 作曲：ハワード・キリー 編曲：太田美知彦）
- 第3話ED「Sweet Communication」（作詞・歌：早瀬七美 作曲・編曲：太田美知彦）
- 第4話ED「Destiny〜風はいつでも〜」（作詞・歌：早瀬七美 作曲・編曲：太田美知彦）
- 第5話ED「Revolution」（作詞・歌：早瀬七美 作曲・編曲：太田美知彦）
- 第6話ED（作詞・歌：早瀬七美 作曲・編曲：太田美知彦）

## 冒險！！伊庫薩3（カセット小說版）
在動畫版前製作。全3巻。和OVA版的內容完全不同。
以「戰鬥吧！！伊庫薩1」數年後為舞台，本作與其說是續集不如說是外傳。
從OVA版中，伊庫薩3不是「妹妹」而是伊庫薩1的「女兒」等點來看、設定有些差異。
- 工作人員
  - 原案・導演・角色設定：平野俊弘
  - 劇本：會川昇
- 主題曲
  - 「ドラゴン伝説」（作詞：岡田富美子 作曲：渡辺宙明 歌：鶴崎江里子）
  - 「エナジー」（作詞：岡田冨美子 作曲：渡辺宙明 歌：鶴崎江里子）
- 登場人物
  - 伊庫薩3（声優：室井深雪）
  - 加納渚（声優：裝真由美）
  - 仲内芳彦（声優：松本保典）
  - 椎名大佐（声優：内海賢二）
  - 高平真美子（瑪米）（声優：柴田由美子）
  - イン部門司令 皮托魯小姐（声優：小山茉美）
  - 伊庫薩2/紅弗來（声優：戶田惠子）
  - 伊庫薩1/旁白（声優：山本百合子）

## 關連商品

### 影帶・LD・DVD
影帶各收錄2話合計3隻、LD各收錄1話合計6張、之後發售的DVD各收錄3話合計2張。
- 冒險!伊庫薩3 第1話『伊庫薩3登場! 地球就請交給我吧!』 1990年9月25日發售
- 冒險!伊庫薩3 第2話『ムシ、虫、巨虫! 伊庫薩機器人出動』
- 冒險!伊庫薩3 第3話『野生的奶奶! 愛的雙重攻擊!!』　1990年12月10日發售
- 冒險!伊庫薩3 第4話『喀喀! 我們是二人!? 超級對手・阿特蘿絲出現』
- 冒險!伊庫薩3 第5話『大危機! 恐怖的大姐姐伊庫薩2登場』
- 冒險!伊庫薩3 第6話『厲害! 太強了! 太帥了! 伊庫薩最後的大決戰』 1991年2月25日發售
- 冒險!伊庫薩3 LD BOX  ICZER Hyper Browing-up Box

### CD
- 冒險!伊庫薩3 久等了、誕生！伊庫薩3

- OVA發售前製作的廣播劇CD。內容繼續OVA第1話。本編中未登場的渚的雙親則由一代配加納渚的莊真由美和配拜歐雷特及大哥爾頓的鹽澤兼人負責。

- 冒險!伊庫薩3 原聲帶

- 全6枚。

- 冒險!伊庫薩3 意見無用！新四天王的逆襲!!

- OVA終了後所製作的廣播劇CD。屬於搞笑作品。除了伊庫薩2、葛雷修女以外的全部角色都有登場。還加入1話到6話的預告編。

### カセット小說
- 冒險!伊庫薩3 第一巻 渚・19歳
- 冒險!伊庫薩3 第二巻 伊庫薩2的幻影
- 冒險!伊庫薩3 第三巻 克蘇魯歸來

### 單曲
- 「ドラゴン伝説/エナジー」

- カセット小說版的主題曲加上卡啦ok版的單曲。CD和小說一起發售。

### 登場遊戲
本作並沒有直接遊戲化、而是由2010年11月25日發售的NDS用遊戲『超級機器人大戰L』將本作和前作收納其中，而由本作和『戰鬥吧！！伊庫薩1』中登場的的角色及機體一起出現。

## 關連項目
- 戰鬥吧！！伊庫薩1
- 戰少女